# (14664) Vandervelden
(14664) Vandervelden (1999 BY25) – planetoida z pasa głównego asteroid okrążająca Słońce w ciągu 5,58 lat w średniej odległości 3,15 j.a. Odkryta 25 stycznia 1999 roku.